# Hewlett Packard Enterprise
Công ty Hewlett Packard Enterprise (gọi tắt là HPE) là công ty đa quốc gia của Mỹ chuyên cung cấp sản phẩm và giải pháp công nghệ thông tin cho doanh nghiệp, có trụ sở đặt tại San Jose, California , được thành lập vào ngày 1 tháng 11 năm 2015 như là kết quả của việc tách công ty Hewlett-Packard. HPE tập trung vào các tổ chức kinh doanh với 2 bộ phận: Enterprise Group, chuyên về máy chủ, lưu trữ, mạng, tư vấn và hỗ trợ, và dịch vụ tài chính. Ngày 4 tháng 12 năm 2018, báo cáo tài chính FY2018 của HPE công bố doanh thu thuần 30,9 tỷ USD, tăng 7% so với cùng kỳ năm trước.
Kết quả của việc chia tách công ty là Hewlett-Packard Company đổi tên thành HP Inc. và Hewlett Packard Enterprise thành một công ty mới. HP Inc. tiếp tục công việc kinh doanh máy tính cá nhân và máy in của HP, cũng như sử dụng lai mã cổ phiếu HPQ của HP trên Sở giao dịch chứng khoán New York; Hewlett Packard Enterprise giao dịch dưới mã cổ phiếu riêng: HPE. Theo báo cáo năm 2015, doanh thu của HPE ít hơn một chút so với HP Inc. Năm 2017, công ty tách mảng dịch vụ doanh nghiệp, nhập vào Computer Sciences Corporation để trở thành DXC Technology. Công ty cũng tách mảng phần mềm và nhập vào Micro Focus. HPE xếp hạng thứ 107 năm 2018 trong danh sách Fortune 500 - danh sách những công ty có doanh thu lớn nhất Hoa Kỳ.

## Lịch sử
Tháng 5 năm 2016, công ty thông báo sẽ bán mảng dịch vụ doanh nghiệp cho đối thủ cạnh tranh, Computer Sciences Corporation (CSC) với giá 8,5 tỷ đô la Mỹ. Kết quả sáp nhập giữa mảng dịch vụ doanh nghiệp của HPE với CSC là công ty mới, DXC Technology, hoàn tất vào ngày 10 tháng 3 năm 2017. Khoảng 100.000 nhân viên của bị ảnh hưởng. Hơn 30.000 nhân viên dịch vụ của HPE từ nhiều vùng vẫn ở lại HPE, bao gồm dịch vụ hỗ trợ kỹ thuật, hỗ trợ, tư vấn và dịch vụ phần mềm.
Tháng 8 năm 2016, công ty thông báo kế hoạch mua lại Silicon Graphics International (SGI), chuyên về điện toán hiệu năng ca. Ngày 1 tháng 11 năm 2016, HPE thông báo hoàn tất thương vụ với giá 7,75 đô la Mỹ/cổ phần, tổng giá trị giao dịch 275 triệu đô la Mỹ, bao gồm tiền mặt và các khoản nợ.
Ngày 7 tháng 9 năm 2016, HPE thông báo bán mảng phần mềm cho Micro Focus, các cổ đông của HPE sẽ nắm giữ 50,1% giá trị công ty sau sáp nhập, vẫn giữ nguyên tên công ty cũ. Thương vụ hoàn tất ngày 1 tháng 9 năm 2017.
Tháng 11 năm 2016, PC World viết rằng "HPE, và trước đó, Hewlett-Packard, đã thất bại trong việc phát triển các công cụ middleware để tạo thế mạnh trên thị trường phần mềm, nơi những công ty khác như IBM, SAP, và Oracle đang làm rất xuất sắc" và "thiếu những dòng sản phẩm phần mềm quan trọng. Các dịch vụ tích hợp của HPE sẽ không thể phát triển mạnh bằng các đối thủ cạnh tranh như Dell, vốn có cả mảng phần cứng và phần mềm", tờ báo này còn nói thêm rằng "Nếu tất cả những gì HPE đang làm chỉ tập trung chủ yếu vào phần cứng, bạn cần phải đặt câu hỏi trò chơi kết thúc ở đây là gì."

## Các sản phẩm
- Intelligent Edge: ProCurve, 3Com, Aruba Networks.
- Hybrid IT: HPE 3PAR, Nimble Storage, HP XP, Điện toán đám mây lai HPE GreenLake, ProLiant, Edgeline, HPE Integrity Servers, NonStop, HPE Superdome, Apollo (Điện toán hiệu năng cao), Cloudline, Synergy, Simplivity (Siêu liên kết), OneView, OneSphere, Communications & Media Solutions
- HPE Server: ProLiant, Synergy, Cloudline, Edgeline, HPE Integrity Servers, NonStop, HPE Superdome, Apollo (Điện toán hiệu năng cao), Simplivity (Siêu liên kết)
- HPE Networking: Aruba Networks
- HPE Storage: HPE 3PAR, Nimble Storage, HP XP, Điện toán đám mây lai HPE GreenLake.

## Phân khúc hoạt động
- Intelligent Edge – 10,1% doanh thu của năm 2018 – cung cấp nền tảng bảo mật mạng.
- Hybrid IT – 11,9% doanh thu của năm 2018 – cung cấp nền tảng điện toán, lưu trữ, mạng, và dịch vụ công nghệ thông tin
- Financial Services – 7,8% doanh thu của năm 2018 – cung cấp các chiến lược đầu tư để đẩy mạnh chuyển đổi số.

## Các thương vụ mua lại
| Công ty mua lại                      | Ngày mua lại         | Lĩnh vực                            | Quốc gia | Giá           |
| ------------------------------------ | -------------------- | ----------------------------------- | -------- | ------------- |
| Silicon Graphics International (SGI) | 1 tháng 11 năm 2016  | Phần cứng và phần mềm               | Hoa Kỳ   | 275 triệu USD |
| SimpliVity                           | 17 tháng 1 năm 2017  | Cơ sở hạ tầng siêu liên kết         | Hoa Kỳ   | 650 triệu USD |
| Niara                                | 1 tháng 2 năm 2017   | Bảo mật mạng                        | Hoa Kỳ   | N/A           |
| Nimble Storage                       | 17 tháng 4 năm 2017  | Lưu trữ                             | Hoa Kỳ   | 1,2 tỷ USD    |
| Cloud Technology Partners            | 5 tháng 9 năm 2017   | Dịch vụ đám mây                     | Hoa Kỳ   | N/A           |
| Cape Networks                        | 27 tháng 3 năm 2018  | Bảo mật mạng                        | Nam Phi  | N/A           |
| RedPixie                             | 10 tháng 4 năm 2018  | Tư vấn điện toán đám mây            | Anh      | N/A           |
| Plexxi                               | 15 tháng 5 năm 2018  | Mạng định nghĩa bằng phần mềm (SDN) | Hoa Kỳ   | N/A           |
| BlueData                             | 27 tháng 11 năm 2018 | Phần mềm                            | Hoa Kỳ   | N/A           |
| Cray                                 | đang đợi đề xuất     | Phần cứng và phần mềm               | Hoa Kỳ   | 1,3 tỷ USD    |